# フランク・デ・ブール
フランシスクス・デ・ブール（Franciscus De Boer、1970年5月15日 - ）は、オランダ・ホールン出身の元同国代表サッカー選手でありサッカー指導者。2020年から2021年EURO2020までオランダ代表の監督を務めた。選手時代のポジションはディフェンダー（センターバック、左サイドバック）。
双子の兄弟のロナルド・デ・ブールもサッカー選手であり、フランクとは異なりフォワードとしてプレーした。

## クラブ経歴

### AFCアヤックス
AFCアヤックスの下部組織出身であり、センターバックに転向する前は左サイドバックであった。1988年にロナルドとともにトップチーム昇格を果たし、1991-92シーズンにはUEFAカップ優勝、1994-95シーズンには史上初めて兄弟でUEFAチャンピオンズリーグでの優勝を成し遂げた、フランク・ライカールトが在籍時は左サイドで主にプレー、ライカールト引退後の1995年からはその守備的戦術度の理解の高さから、守備的MF、あるいはリベロとしてプレー、正確な左足の直接FKや、ミドルパスを武器に、AFCアヤックスの中心選手の一人として活躍し、AFCアヤックスにとって利益の見込めるオファーが兄弟の片方に来た場合、もし一方が残留するのならば一方は移籍できるという口約束をクラブと兄弟の間で結んでいたが、この一方ではUEFAチャンピオンズリーグで再び優勝するべく彼らふたりをチームに留めておくという固い約束を株主と交わしており、デ・ブール兄弟との口約束は取り消されたのであった。このため、1998-99シーズンにはいったんは6年間の契約延長で合意していたが、契約を無効とする法的措置に成功した。

### FCバルセロナ
1999年1月、移籍金2200万ポンドでFCバルセロナへ移籍し、1998-99シーズンのリーグ優勝を経験した。2001年夏にはキャプテンに就任したが、ドーピング検査で禁止薬物（筋肉増強剤ナンドロロン）が検出され、長期の出場停止処分を受けた。同時期にはエドガー・ダーヴィッツもドーピング陽性反応が出て出場停止処分を受けている。

### キャリア晩年
2003年夏にトルコ・シュペルリガのガラタサライSKに移籍し、2004年1月にスコティッシュ・プレミアリーグのレンジャーズFCに移籍した。UEFA EURO 2004終了後にロナルドとともにレンジャーズFCを退団し、カタールのアル・ラーヤンSCに移籍した。2006年4月、現役引退を発表した。

## 代表経歴
オランダ代表としては2度のFIFAワールドカップ (1994, 1998) と4度のUEFA欧州選手権 (1992, 1996, 2000, 2004) に出場した。
1990年9月6日、イタリア戦でオランダ代表デビューした。1998 FIFAワールドカップ準々決勝のアルゼンチン戦ではアディショナルタイムにデニス・ベルカンプめがけて60ヤードのロングパスを通し、決勝点を演出した。母国オランダとベルギーで共催されたUEFA EURO 2000では準決勝に進出したが、準決勝のイタリア戦では試合中のみならずPK戦でもキックをミスし、敗退の一因となった。2003年3月29日、UEFA EURO 2004予選のチェコ戦 (1-1) でオランダ代表としては初となる通算100試合出場を達成した。UEFA EURO 2004本大会にも出場したが、準々決勝のスウェーデン戦で負傷し、1-2で敗れた準決勝のポルトガル戦には出場できなかった。大会終了後、DFヤープ・スタムとともに代表から引退した。通算112試合に出場し、エドウィン・ファン・デル・サールに塗り替えられるまでは最多出場記録を保持していた。

## 監督経歴

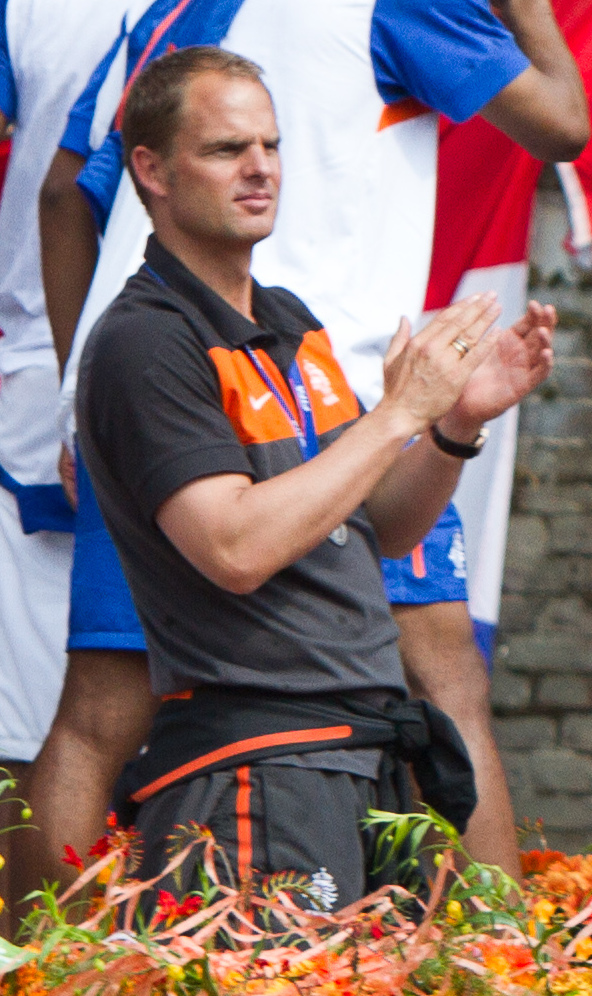
オランダ代表のアシスタントコーチを務めるデ・ブール

2007年に古巣アヤックスのユースチームの監督に就任した。UEFA EURO 2008終了後にオランダ代表監督にベルト・ファン・マルワイクが就任すると、フィリップ・コクーとともにオランダ代表のアシスタントコーチに就任し、2010 FIFAワールドカップで準優勝の結果を残した。
2010年まで代表のアシスタントコーチとアヤックスのユースチームの監督を兼任していたが、2010年12月にアヤックスのマルティン・ヨル監督が辞任したため、12月6日、ウィンターブレークまでの契約で臨時監督に就任した。UEFAチャンピオンズリーグのACミラン戦（アウェー2-0）が初采配試合となったが、デミー・デ・ゼーウとトビー・アルデルヴァイレルトの得点で見事に勝利した。2011年1月3日に正式にトップチームの監督に就任し、1月の移籍期間にFWルイス・スアレスやFWウルビー・エマヌエルソンなどの主力の放出を余儀なくさせられたが、クリスティアン・エリクセンやシーム・デ・ヨングなどの若手を抜擢してチーム状態を改善した。リーグ戦では就任時の4位からじりじりと順位を挙げ、2位で最終節を迎えると、首位FCトゥウェンテとの直接対決となった最終節に3-1で勝利し、「こんなに素晴らしい誕生日プレゼントは期待していなかったよ」と語って41歳の誕生日に成し遂げた7シーズンぶりのリーグ優勝を祝った。
2016年8月9日、退任したロベルト・マンチーニの後任として、インテルナツィオナーレ・ミラノの監督に就任。9月18日に行われたユヴェントスFCとのイタリアダービーでは4年ぶりの勝利をインテルにもたらしたが、その後はリーグ戦で3連敗を喫するなど低迷し、11月1日に解任された。
2017年6月26日、クリスタル・パレスFCの監督に3年契約で就任したが、9月11日に解任された。リーグ開幕から僅か4試合後の出来事であり、長いプレミアリーグの歴史上でも最短の解任記録である。またこの4試合は無得点に終わったため、リーグ戦無得点で解任された史上初めての監督となってしまった。このリーグ戦の間に開催されたフットボールリーグカップ2回戦で2部のイプスウィッチ・タウン相手に2-1で下したのが唯一の勝利である。
2018年12月、ヘラルド・マルティーノの後任として、メジャーリーグサッカーのアトランタ・ユナイテッドFCの監督に就任した。2020年7月24日、監督を退任した。
2020年9月23日、それまでオランダA代表の監督を務めていたロナルド・クーマンがFCバルセロナの監督に就任したため、クーマンの後任という形でオランダ代表の監督に就任した。契約期間はカタールW杯が開催される2022年までの2年間。
2021年6月29日、UEFA EURO 2020において決勝トーナメント1回戦でチェコに0-2で敗れたことを受け、即時契約終了が決定した。
2023年6月5日、アル・ジャジーラ・クラブの監督に2年契約で就任。しかし、公式戦14試合で6勝と芳しい成績とは言えず、シーズン途中の12月11日に解任された。

## 個人成績
| クラブ成績     | クラブ成績                 | クラブ成績               | リーグ | リーグ                             | カップ           | カップ           | リーグ杯           | リーグ杯           | 国際大会   | 国際大会   | 通算 | 通算 |
| シーズン       | クラブ                     | リーグ                   | 出場   | 得点                               | 出場             | 得点             | 出場               | 得点               | 出場       | 得点       | 出場 | 得点 |
| オランダ       | オランダ                   | オランダ                 | リーグ | リーグ                             | KNVB杯           | KNVB杯           | リーグ杯           | リーグ杯           | ヨーロッパ | ヨーロッパ | 通算 | 通算 |
| -------------- | -------------------------- | ------------------------ | ------ | ---------------------------------- | ---------------- | ---------------- | ------------------ | ------------------ | ---------- | ---------- | ---- | ---- |
| 1988-89        | アヤックス・アムステルダム | エールディヴィジ         | 27     | 0                                  |                  |                  |                    |                    |            |            |      |      |
| 1989-90        | アヤックス・アムステルダム | エールディヴィジ         | 25     | 0                                  |                  |                  |                    |                    |            |            |      |      |
| 1990-91        | アヤックス・アムステルダム | エールディヴィジ         | 34     | 1                                  |                  |                  |                    |                    |            |            |      |      |
| 1991-92        | アヤックス・アムステルダム | エールディヴィジ         | 30     | 1                                  |                  |                  |                    |                    |            |            |      |      |
| 1992-93        | アヤックス・アムステルダム | エールディヴィジ         | 34     | 3                                  |                  |                  |                    |                    |            |            |      |      |
| 1993-94        | アヤックス・アムステルダム | エールディヴィジ         | 34     | 1                                  |                  |                  |                    |                    |            |            |      |      |
| 1994-95        | アヤックス・アムステルダム | エールディヴィジ         | 34     | 9                                  |                  |                  |                    |                    |            |            |      |      |
| 1995-96        | アヤックス・アムステルダム | エールディヴィジ         | 32     | 3                                  |                  |                  |                    |                    |            |            |      |      |
| 1996-97        | アヤックス・アムステルダム | エールディヴィジ         | 32     | 4                                  |                  |                  |                    |                    |            |            |      |      |
| 1997-98        | アヤックス・アムステルダム | エールディヴィジ         | 31     | 5                                  |                  |                  |                    |                    |            |            |      |      |
| 1998-99        | アヤックス・アムステルダム | エールディヴィジ         | 15     | 3                                  |                  |                  |                    |                    |            |            |      |      |
| スペイン       | スペイン                   | スペイン                 | リーグ | リーグ                             | 国王杯           | 国王杯           | リーグ杯           | リーグ杯           | ヨーロッパ | ヨーロッパ | 通算 | 通算 |
| 1998-99        | FCバルセロナ               | ラ・リーガ               | 19     | 2                                  |                  |                  |                    |                    |            |            |      |      |
| 1999-00        | FCバルセロナ               | ラ・リーガ               | 22     | 0                                  |                  |                  |                    |                    |            |            |      |      |
| 2000-01        | FCバルセロナ               | ラ・リーガ               | 34     | 3                                  |                  |                  |                    |                    |            |            |      |      |
| 2001-02        | FCバルセロナ               | ラ・リーガ               | 34     | 0                                  |                  |                  |                    |                    |            |            |      |      |
| 2002-03        | FCバルセロナ               | ラ・リーガ               | 35     | 0                                  |                  |                  |                    |                    |            |            |      |      |
| トルコ         | トルコ                     | トルコ                   | リーグ | リーグ                             | トルコ杯         | トルコ杯         | リーグ杯           | リーグ杯           | ヨーロッパ | ヨーロッパ | 通算 | 通算 |
| 2003-04        | ガラタサライSK             | シュペルリガ             | 15     | 1                                  |                  |                  |                    |                    |            |            |      |      |
| スコットランド | スコットランド             | スコットランド           | リーグ | リーグ                             | スコットランド杯 | スコットランド杯 | リーグ杯           | リーグ杯           | ヨーロッパ | ヨーロッパ | 通算 | 通算 |
| 2003-04        | レンジャーズFC             | スコティッシュ・プレミア | 15     | 2                                  |                  |                  |                    |                    |            |            |      |      |
| カタール       | カタール                   | カタール                 | リーグ | リーグ                             | アミール杯       | アミール杯       | クラウンプリンス杯 | クラウンプリンス杯 | アジア     | アジア     | 通算 | 通算 |
| 2004-05        | アル・ラーヤンSC           | カタールリーグ           | 16     | 5                                  |                  |                  |                    |                    |            |            |      |      |
| 2005-06        | アル・シャマル             | カタールリーグ           | 1      | 0                                  |                  |                  |                    |                    |            |            |      |      |
| 通算           | オランダ                   | オランダ                 | 328    | 30\|\|\|\|\|\|\|\|\|\|\|\|\|\|\|\| |                  |                  |                    |                    |            |            |      |      |
| 通算           | スペイン                   | スペイン                 | 144    | 5\|\|\|\|\|\|\|\|\|\|\|\|\|\|\|\|  |                  |                  |                    |                    |            |            |      |      |
| 通算           | トルコ                     | トルコ                   | 15     | 1\|\|\|\|\|\|\|\|\|\|\|\|\|\|\|\|  |                  |                  |                    |                    |            |            |      |      |
| 通算           | スコットランド             | スコットランド           | 15     | 2\|\|\|\|\|\|\|\|\|\|\|\|\|\|\|\|  |                  |                  |                    |                    |            |            |      |      |
| 通算           | カタール                   | カタール                 | 17     | 5\|\|\|\|\|\|\|\|\|\|\|\|\|\|\|\|  |                  |                  |                    |                    |            |            |      |      |
| 総通算         | 総通算                     | 総通算                   | 519    | 43\|\|\|\|\|\|\|\|\|\|\|\|\|\|\|\| |                  |                  |                    |                    |            |            |      |      |

## 代表歴

### 出場大会
- オランダ代表
  - 1994 FIFAワールドカップ (ベスト8)
  - 1998 FIFAワールドカップ (ベスト4)

### 試合数
- 国際Aマッチ 112試合 13得点（1990年-2004年）[23][24]

| オランダ代表 | 国際Aマッチ | 国際Aマッチ |
| 年           | 出場        | 得点        |
| ------------ | ----------- | ----------- |
| 1990         | 3           | 0           |
| 1991         | 2           | 1           |
| 1992         | 7           | 0           |
| 1993         | 7           | 0           |
| 1994         | 14          | 0           |
| 1995         | 6           | 0           |
| 1996         | 5           | 1           |
| 1997         | 6           | 3           |
| 1998         | 15          | 1           |
| 1999         | 7           | 0           |
| 2000         | 13          | 4           |
| 2001         | 6           | 1           |
| 2002         | 7           | 1           |
| 2003         | 10          | 1           |
| 2004         | 4           | 0           |
| 通算         | 112         | 13          |

## 監督成績
| クラブ                     | 就任           | 退任           | 記録 | 記録 | 記録 | 記録 | 記録   |
| クラブ                     | 就任           | 退任           | 試合 | 勝ち | 分け | 負け | 勝率 % |
| -------------------------- | -------------- | -------------- | ---- | ---- | ---- | ---- | ------ |
| アヤックス                 | 2010年12月6日  | 2016年5月11日  | 262  | 158  | 57   | 47   | 060.31 |
| インテル                   | 2016年8月9日   | 2016年11月1日  | 14   | 5    | 2    | 7    | 035.71 |
| クリスタル・パレスFC       | 2017年6月26日  | 2017年9月11日  | 5    | 1    | 0    | 4    | 020.00 |
| アトランタ・ユナイテッドFC | 2018年12月23日 | 2020年7月4日   | 55   | 31   | 5    | 19   | 056.36 |
| オランダ代表               | 2020年9月23日  | 2021年6月29日  | 0    | 0    | 0    | 0    | —      |
| アル・ジャジーラ           | 2023年6月5日   | 2023年12月11日 | 15   | 6    | 3    | 6    | 040.00 |
| 合計                       | 合計           | 合計           | 337  | 195  | 65   | 77   | 057.86 |

## タイトル

### 選手時代
アヤックス・アムステルダム
- エールディヴィジ:5回（1989-90、1993-94、1994-95、1995-96、1997-98）
- KNVBカップ:2回（1992-93、1997-98）
- ヨハン・クライフ・スハール:3回（1993、1994、1995）
- UEFAチャンピオンズリーグ:1回（1994-95）
- UEFAカップ:1回（1991-92）
- UEFAスーパーカップ:1回（1995）
- インターコンチネンタルカップ:1回（1995）

FCバルセロナ
- プリメーラ・ディビシオン:1回（1998-99）

アル・ラーヤンSC
- アミール・カップ:1回（2005）

個人
- ヨーロピアン・スポーツ・メディア欧州年間ベストイレブン:1回（1995-96）
- FIFAワールドカップドリームチーム:1回（1998）
- UEFA欧州選手権トーナメントチーム:1回（2000）
- ゴールデンフット賞All Time Legends（2016）

### 指導者時代
アヤックス・アムステルダム
- エールディヴィジ:4回（2010-11、2011-12、2012-13、2013-2014）
- ヨハン・クライフ・スハール:1回（2013）

アトランタ・ユナイテッドFC
- カンポネス・カップ:1回（2019）
- USオープンカップ:1回（2019）

個人
- リヌス・ミヘルス・アワード:2回（2013、2014）